# Skomlin
Skomlin è un comune rurale polacco del distretto di Wieluń, nel voivodato di Łódź.
Ricopre una superficie di 54,95 km² e nel 2004 contava 3 463 abitanti.